# Sharelle Maarse
Sharelle Maarse (Kudelstaart, 9 augustus 1992) is een voormalige Nederlandse handbalster. Haar laatste club was SG Kirchhof 09, die uitkwam in de Duitse 3. Liga.